# Herbert Prohaska
Herbert Prohaska est un footballeur autrichien né le 8 août 1955 à Saalfelden,  qui évoluait au poste de milieu de terrain à l'Austria Vienne et en équipe d'Autriche.
Prohaska a marqué dix buts lors de ses quatre-vingt-trois sélections avec l'équipe d'Autriche entre 1974 et 1989.

## Biographie
Ce milieu de terrain faisait partie de cette génération de joueurs qui obtinrent avec l'équipe nationale deux qualifications consécutives pour le deuxième tour lors des Coupes du monde 1978 et 1982. On comptait notamment parmi eux le portier Friedrich Koncilia, le libéro Bruno Pezzey, Walter Schachner, Hattenberger et Hickersberger, et bien sûr le redoutable avant-centre Hans Krankl. Au niveau club, Herbert Prohaska joua notamment pour l'Austria Vienne, avec lequel il croisa la route du Stade lavallois de Michel Le Milinaire lors de la Coupe UEFA, qu'il élimina après un match nul 3-3 au stade Francis-Le-Basser.

## Carrière de Joueur
- 1972-1980 : Austria Vienne  Autriche
- 1980-1982 : Inter Milan  Italie
- 1982-1983 : AS Rome  Italie
- 1983-1989 : Austria Vienne  Autriche

## Palmarès de joueur

### En club
- Champion d'Autriche en 1976, 1978, 1979, 1980, 1984, 1985, 1986 (Austria Vienne)
- Champion d'Italie en 1983 avec l'AS Rome
- Vainqueur de la Coupe d'Autriche en 1974, 1977, 1980, 1986 (Austria Vienne)
- Vainqueur de la Coupe d'Italie en 1982 avec l'Inter Milan
- Finaliste de la Coupe d'Europe des Vainqueurs de Coupe en 1978 (Austria Vienne)

### En équipe d'Autriche
- 83 sélections et 10 buts entre 1974 et 1989
- Participation à la Coupe du Monde en 1978 (Second Tour) et en 1982 (Second Tour)

### Distinctions individuelles
- Élu meilleur joueur autrichien de l'année en 1984, en 1985 et en 1988
- Élu joueur en or UEFA pour l'Autriche en 2004

## Carrière d'Entraîneur
- 1990-1992 : Austria Vienne
- 1993-1999 :  Autriche
- 1999-2000 : Austria Vienne

## Palmarès d'entraîneur

### En club
- Champion d'Autriche en 1991 et en 1992 avec l'Austria Vienne
- Vainqueur de la Coupe d'Autriche en 1990 et en 1992 avec l'Austria Vienne